# Schindleria pietschmanni
Schindleria pietschmanni är en fiskart som först beskrevs av Schindler, 1931.  Schindleria pietschmanni ingår i släktet Schindleria och familjen Schindleriidae. Inga underarter finns listade i Catalogue of Life.